# Cable radiante

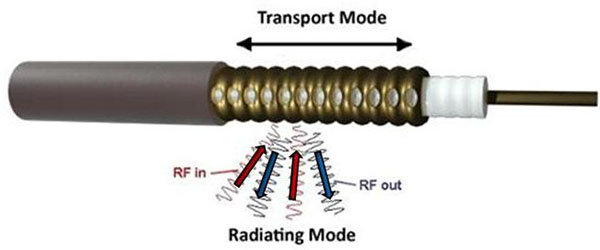
Esquema de cable radiante o "leaky feeder"

Un cable radiante (en inglés: leaky feeder) es un sistema de comunicaciones utilizado en minería y otros entornos donde hay túneles, para compensar la mala propagación de las ondas dentro de un túnel, por ejemplo a las redes de ferrocarriles subterráneos.  Los fabricantes y los profesionales del cable utilizan el término "radiating cable", esto implica que el cable está diseñado para poder radiar, cosa que el cable coaxial «estándar» no debe hacer en condiciones normales de funcionamiento, si la línea está bien acoplada.

## Principio de funcionamiento
Un sistema de comunicación de cable radiante consiste en un cable coaxial instalado a lo largo de un túnel que emite y recibe ondas radioeléctricas funcionando como una antena muy larga. El cable es "leaky" porque tiene vacíos o ranuras en su conductor externo para permitir que la señal de radio se filtre hacia fuera del cable a lo largo de toda su longitud. Por razón de este escape de la señal, hay que insertar amplificadores de línea a intervalos regulares, típicamente cada 350 a 500 metros (380 a 550 yardas), para aumentar la señal radiada hasta niveles aceptables. La señal es normalmente captada por los transceptors portátiles que traen los trabajadores.  Las transmisiones de los transceptors son recogidas por el cable y portadas a otras partes del túnel, permitiendo una comunicación bidireccional por radio a lo largo de todo el sistema de túneles.  
El sistema tiene un alcance limitado por razón de la frecuencia utilizada (típicamente VHF o UHF), las transmisiones no pueden pasar a través de rocas sólidas, hecho que limita el sistema a una aplicación de alcance visual. Aun así, permite una comunicación bidireccional para móviles.

## Aplicaciones

### Minería
El sistema de comunicación de cable radiante ha sido utilizado en la industria minera como método de comunicación inalámbrica entre mineros. El sistema es utilizado como sistema de comunicación primaria empleando un transceptor bastante pequeño para ser traído cómodamente por un minero durante todo un turno

### Ferrocarriles subterráneos
El cable radiante también se utiliza para la comunicación móvil en las redes de ferrocarriles subterráneos. Al Metro de Hong Kong un sistema de cable radiante fue incorporado en las especificaciones del proyecto y se instaló durante la construcción. Esto permite servicios de emergencia con una comunicación móvil sin fisuras desde el subsuelo a la superficie.
El Metro de Londres utiliza un sistema de cable radiante por su red de comunicación interna Conecta. El sistema de comunicaciones de los servicios de emergencia no era compatible y no funcionaba en los subterráneos. Esta situación continuó existiendo después del fuego de Kings Cross de 1987, y fue criticada en los informes  de los  atentados del 7 de julio de 2005, donde esta incompatibilidad dificultó los esfuerzos de rescate.
Una alternativa al sistema de cable radiante en los ferrocarriles subterráneos es utilizar el Sistema de Antena Distribuida (DAS). Un sistema de DAS fue desplegado en algunas estaciones del metro de Nueva York  por parte de la empresa Transit Wireless proporcionando cobertura de WiFi, teléfono móvil y datos por clientes.

### Redes inalámbricas en aviones
El cable radiante se puede utilizar para permitir la recepción de señales GSM y WiFi a bordo de aviones de pasajeros. El peso y las necesidades de espacio de los sistemas de cable radiante son generalmente más bajos que los sistemas de antenas comparables, ahorrando así espacio y energía. De otro lado, la intensidad de campo producida por el cable radiante alcanza todo el fuselaje mejorando la cobertura y requiere menos potencia de transmisión.

### Edificios industriales
El sistema de cable radiante también se está utilizando en almacenes y otros edificios industriales, donde es difícil obtener una cobertura Wi-Fi utilizando puntos de acceso normales. Existen instalaciones de cable radiante de unos 50-75 metros conectado a la antena del punto de acceso, con un funcionamiento perfecto